# هری بتمید
هری بتمید (به انگلیسی: Harry Betmead) بازیکن فوتبال زادهٔ ۱۱ آوریل ۱۹۱۲ اهل انگلستان بود که سابقهٔ بازی در تیم ملی فوتبال انگلستان را در کارنامهٔ خود دارد. وی در تاریخ ۲۰ مه ۱۹۳۷ تنها بازی ملی خود را در مقابل تیم ملی فوتبال ایرلند انجام داد.